# صفرمراد نیازف
صفرمراد عطایِویچ نیازُف (به ترکمنی:Saparmyrat Ataýewiç Nyýazow، صاپارمراد نیازوف)(به روسی: Сапармурат Атаевич Ниязов) (۱۹ فوریه ۱۹۴۰ – ۲۱ دسامبر ۲۰۰۶)، رئیس‌جمهور پیشین ترکمنستان بود. وی از سال ۱۹۹۰ تا سال مرگش ۲۰۰۶ بر مسند ریاست جمهوری باقی‌ماند.

## پیشینه
صفرمراد ۱۹ فوریهٔ ۱۹۴۰ در روستای قبچاق، ترکمنستان زاده شد. پدرش عطامراد نیازف در بحبوحهٔ جنگ جهانی دوم در ۲۴ دسامبر ۱۹۴۲ در جنگ‌های قفقاز در روستای دیگوریان چیکولا، منطقهٔ اوستیای شمالی اسیر گشته و بلافاصله توسط نیروهای آلمان به ضرب گلوله کشته و بقیه افراد خانواده را در حادثهٔ زمین‌لرزهٔ سال ۱۹۴۸ عشق آباد از دست داد.
او در سال ۱۹۶۲ به عضویت حزب کمونیست درآمد و در سال ۱۹۶۷ در رشتهٔ مهندسی نیرو از دانشگاه پلی‌تکنیک لنینگراد فارغ‌التحصیل شد.
عنوان «ترکمن باشی» (ترجمهٔ تحت‌اللفظی: رئیس ترکمن‌های جهان)، پس از «ترکمن باشی بزرگ» به صفرمراد نیازف رسماً اختصاص داده شد. پیش از تصویب رئیس‌جمهور مادام‌العمر نیازف کوشش داشت ترکمنستان را به حکومت پادشاهی تغییر بدهد و از لقب و عنوانی مانند شاه یا سردار در خطابه‌ها استفاده کند ولی با مخالفت‌های از سوی گروه‌ها و حزب کمونیست ترکمنستان روبرو شد و در آخر نتوانست ایدهٔ خویش را عملی کند و دلیل آن ترس از به قدرت رسیدن فرزند او بود؛ ولی او همچنین در رواج عنوان غیررسمی «سردار» (رهبر) موفق بود.

## فعالیت‌های سیاسی در دوران اتحادیهٔ جماهیر شوروی
- ۱۹۶۵ - آغاز به کار در یکی از شرکت‌های لنینگراد
- ۱۹۶۷ - فارغ‌التحصیلی در رشتهٔ مهندسی انرژی از دانشگاه پلی‌تکنیک لنینگراد
- از سال ۱۹۶۷ - کارشناس ارشد نیروگاه عشق‌آباد
- تا ۱۹۷۰ - استاد و معاون سرگروه کمیتهٔ مرکزی حزب کمونیست ترکمنستان
- ۱۹۸۰ - دبیر یکم کمیتهٔ حزب عشق‌آباد
- تا ۱۹۸۴ - استاد و عضو کمیتهٔ مرکزی حزب
- مارس - دسامبر ۱۹۸۵ - رئیس شورای وزیران جمهوری سوسیالیستی ترکمنستان
- ۲۱ دسامبر ۱۹۸۵ تا ۱۶ دسامبر ۱۹۹۱ - دبیر یکم حزب کمونیست ترکمنستان
- ۱۹۸۶ - عضو کمیتهٔ مرکزی حزب کمونیست شوروی
- ۱۹۹۰ - عضو دفتر سیاسی کمیتهٔ مرکزی حزب کمونیست شوروی
- ژانویهٔ ۱۹۹۰ - رئیس اتحاد جماهیر شوروی شورای عالی اتحاد جماهیر شوروی از جمهوری سوسیالیستی ترکمنستان

## ریاست جمهوری ترکمنستان
با اینکه مقام ریاست‌جمهوری برای او تثبیت شده بود ولی در ۲۷ اکتبر ۱۹۹۰ با آرای ۹۸٫۳٪ مردم به ریاست‌جمهوری ترکمنستان انتخاب شد. در سال ۱۹۹۲ پس از تدوین و تصویب قانون اساسی به پیشنهاد نیازف انتخابات دیگری برای انتخاب رئیس‌جمهور نو که خودش تنها نامزد آن بود برگزار شد که با اکثریت قریب به اتفاق ۹۹٫۵٪ رای‌دهندگان به او رأی دادند.
در ۲۲ اکتبر ۱۹۹۳ به تصمیم مجلس خلق (پارلمان) لقب ترکمن‌باشی کبیر به معنی رئیس تمام ترکمن‌های جهان به وی اعطا شد.
در نیمهٔ دوم سال ۱۹۹۳ پیشنهادی از سوی حزب دموکراتیک ترکمنستان (حزب کمونیست پیشین) جهت افزایش و گسترش قدرت رئیس‌جمهور مطرح شد که در ژانویهٔ همان سال در یک همه‌پرسی ملی در این مورد، اکثریت قریب به اتفاق رأی‌دهندگان از ایده حمایت کردند.
در سال ۱۹۹۹ صفرمراد نیازف از طرف شورای مصلحت ملی به عنوان رئیس‌جمهوری مادام‌العمر ترکمنستان درآمد و در آوریل سال ۲۰۰۲، با اینکه در ارتش خدمت نکرده بود با ارتقا به درجهٔ سپهبدی به فرماندهی کل ارتش منصوب شد.
امور داخلی

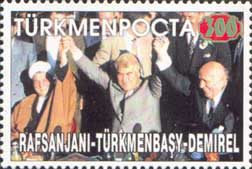
نیازف، رفسنجانی و دمیرل در کنار هم بر روی تمبر ترکمنستان

صفرمراد نیازوف کتابی سرشار از نصایح همانند قابوسنامه به‌نام روحنامه خطاب به ملت ترکمن نوشته که در ترکمنستان جایگاهی هم ارز قرآن، به آن داده شده‌است.

## گروه‌های سیاسی مخالف
در نوامبر سال ۲۰۰۲ نیازف در حین رانندگی با خودروی شخصی در شهر عشق‌آباد با کامیونی تصادف نمود که هیچ آسیب و صدمه‌ای ندید. پس از این رویداد نیازف ادعا کرد که این یک اقدام برای کودتا بوده. و در نتیجه، دولت ترکمنستان هزاران مظنون به توطئه و اعضای خانواده‌های آنها را دستگیر کرد. در میان چهره‌هایی که دستگیر/پاکسازی شدند وزرای خارجه سابق بوریس شیخ مرادف و باتیر بردیف بودند.

## مرگ
نیازف به دلیل بیماری دیابت و نارسایی قلبی در اواخر عمر وضعیت سلامتش رو به وخامت بود و نهایتاً در ۲۱ دسامبر سال ۲۰۰۶ به دلیل نارسایی قلبی از دنیا رفت. برخی در تاریخ مرگ او اختلاف نظر داشته و مدعی هستند که او چند روز پیش از آن جان باخته‌است.
صفرمراد نیازف در ۲۴ دسامبر در آرامگاه خانوادگی خود در روستای قبچاق واقع در ۱۵ کیلومتری عشق‌آباد به خاک سپرده شد.

## مرگ نیازف و پیامدهای سیاسی
با این حال که تغییر قدرت سیاسی پس از مرگ نیازوف بود به ظاهراً آرام بود ولی هیچ‌یک از این بحران‌ها آشکار نشد.
بلافاصله پس از مرگ نیازوف بر اساس قانون اساسی پس از مرگ رئیس‌جمهور وظیفهٔ ادارهٔ دولت و مجلس را به عهدهٔ شورای امنیت کشور بوده و بایستی شرایط را جهت برگزاری انتخابات نو مهیا نماید.
گروه‌های سیاسی قرار بود عوض‌بردی آتایف را برای ریاست‌جمهوری معرفی کنند ولی بعداً به دلیل پروندهٔ جنایی و پیشینهٔ آتایف در آخر پس از مشورت او را از گزینهٔ ریاست‌جمهوری کنار زدند. پس از چانه‌زنی‌ها و گفت‌وگوی همهٔ گروه‌های سیاسی، معاون اول نیازف که با حفظ سمت وزیر بهداشت و درمان نیز بود قربانقلی محمدبردی محمداف را منتخب مقام ریاست‌جمهوری اعلام کردند.
شواری امنیت  کشور هفت روز عزای عمومی اعلام کرد. مرگ نیازف برای مردم ترکمنستان خیلی سریع و غیرمنتظره بود.

## اقدامات
از اقدامات او می‌توان تغییر نام شهرها و روستاها از جمله کراسنوودسک به ترکمن‌شهر یا خیابان و ابنیه‌ها و مکان‌های مهم یا به پیشنهاد یکی از وزیران، نامیدن ترکمنستان به ترکمنستان نیازف همانند عربستان سعودی یا اردن هاشمی که با شکست و نارضایتی عمومی همراه بود، اشاره کرد.
اکثریت گسترده‌ای از ویژگی‌های نوین زیر و محدودیت‌ها، گاهی بر مسائل اساسی قانونی (مانند حق بهداشت، آموزش و پرورش، حفظ حریم خصوصی، و غیره)، با دستور رئیس‌جمهور ترکمنستان انجام می‌شد. نیازوف، که برخلاف بیشتر رهبران کشورهای کمونیست، شخصاً بر قانونگذاری نظارت داشت. از جمله مصوبات او می‌توان نام برد:
- تقویم ترکمنی
- جشن طالبی یا روز هندوانه
- اصلاحات مراقبت‌های پزشکی
- اصلاحات آموزش و پروش
- اصلاحات در نظام علمی و دانشگاهی
- اصلاحات اجتماعی
- اصلاحات مدنی و قضایی
- بنیانگذاری باغ وحش با پنگوئن‌ها
- ساخت قصر یخی در کویر
- ساخت دریاچه در بیابان
- ساخت جنگل در کویر
- ممنوعیت کشیدن سیگار در سازمان‌ها و مؤسسه‌ها به‌طور کامل

## منبع و پیوند به بیرون
ویکی‌پدیای روسی | Ниязов, Сапармурат